# Герцог де Нахера

Герб города Нахера в провинции Ла-Риоха, который принадлежал семье Манрике де Лара, герцогам де Нахера.

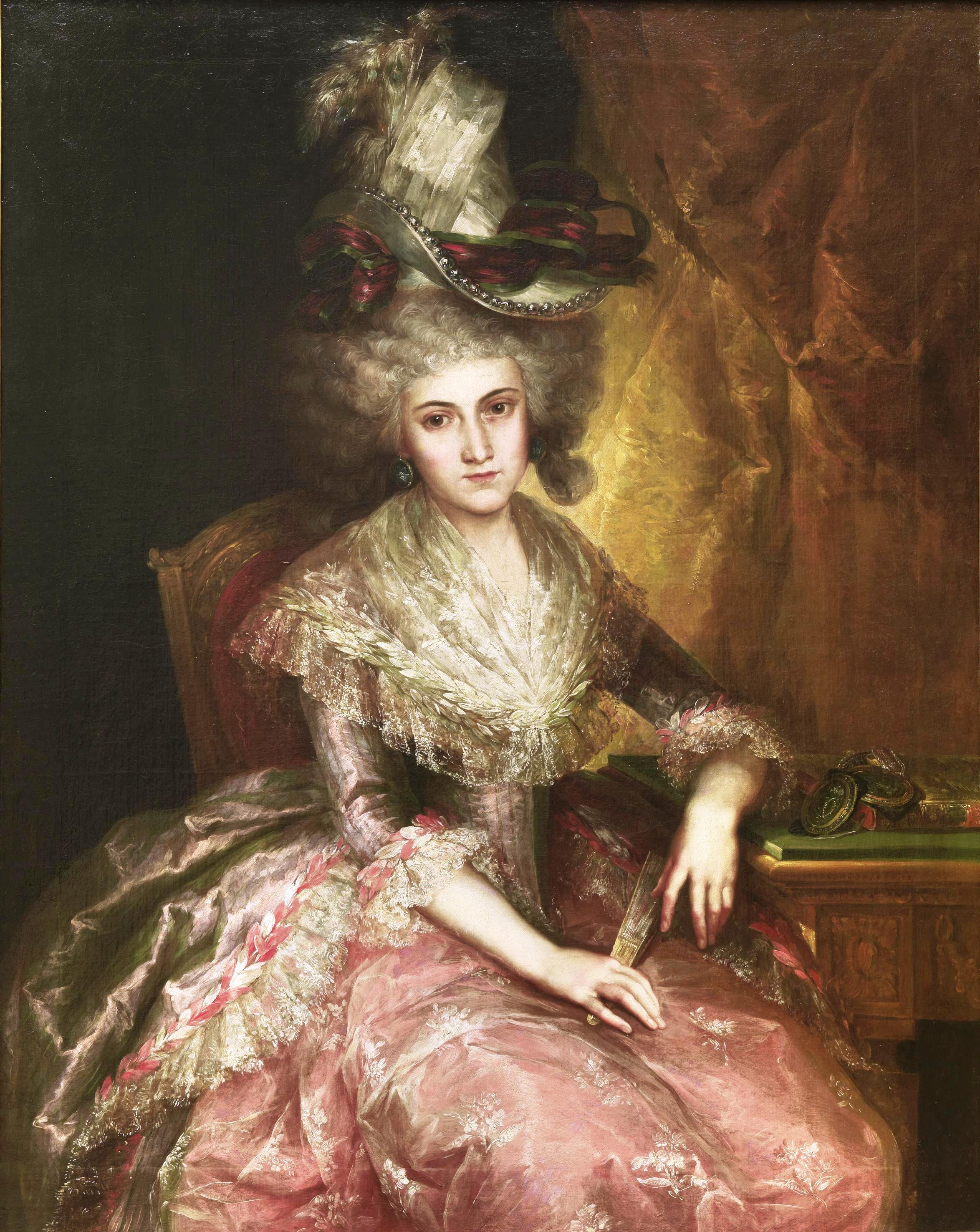
Мария Пилар де ла Серда (1777—1812), первая жена Диего Исидро де Гусмана и де ла Серды, 19-го герцога де Нахера. Висенте Лопес и Портанья. (Музей дель Прадо).

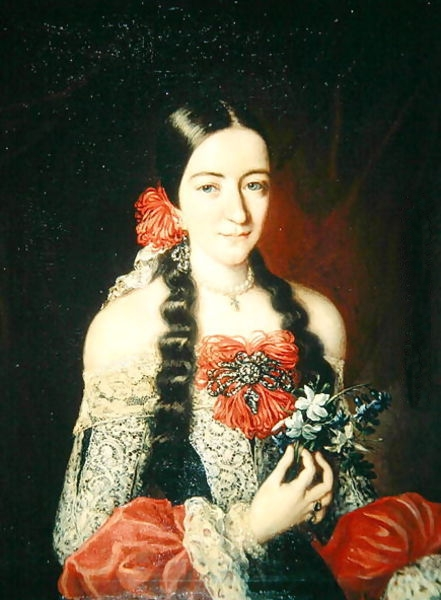
Николаса Манрике де Мендоса и Веласко, 12-я герцогиня де Нахера (1672—1710)

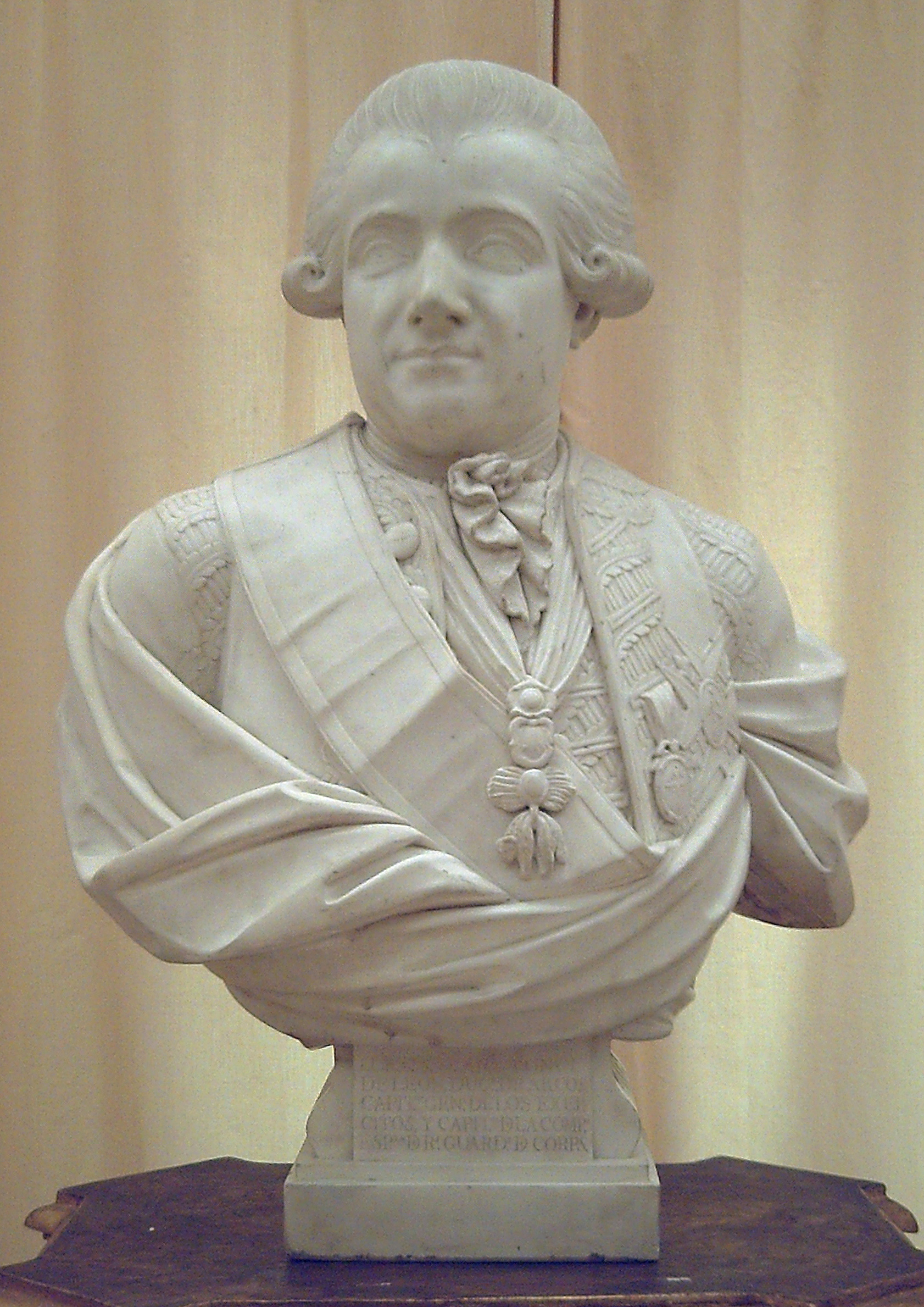
Антонио Понсе де Леон, 11-й герцог де Аркос, 17-й герцог де Нахера (1726—1780)

Герцог де На́хера (исп. ducado de Nájera) — испанский аристократический титул. Он был создан 30 августа 1482 года королевой Кастилии Изабеллой I для Педро Манрике де Лара и Сандоваля, 2-го графа де Тревиньо (1443—1515).
В 1520 году король Испании Карлос I Габсбург пожаловал герцогу де Нахера звание гранда Испании.
Название герцогского титула происходит от название муниципалитета Нахера (провинция Риоха, автономное сообщество Риоха или Ла-Риоха).
С 1482 по 1600 год титул герцога де Нахера носили Педро Манрике де Лара и Сандоваль и его мужские потомки. Но в 1600 году после смерти Хуана Эстебана Манрике де Лара Акунья и Мануэль (1533—1600), 4-го герцога де Нахера (1558—1600), герцогский титул унаследовала его дочь, Луиза Манрике де Лара и Хирон (1558—1627).

## Герцоги де Нахера
|                                                | Титул | Период                                         |
| Креация создана королевой Кастилии Изабеллой I | Креация создана королевой Кастилии Изабеллой I | Креация создана королевой Кастилии Изабеллой I |
| ---------------------------------------------- | --- | ---------------------------------------------- |
| I                                              | Педро Манрике де Лара-и-Сандоваль (ок. 1443 — 1 февраля 1515), сын Диего Гомеса Манрике де Лара и Кастилия, 1-го графа де Тревиньо и 9-го сеньора де Амуско                                  | 1482—1515                                      |
| II                                             | Антонио Манрике де Лара-и-Кастро (ок. 1470 — 13 декабря 1535), сын предыдущего | 1515—1535                                      |
| III                                            | Хуан Эстебан Манрике де Лара-и-Кардона (26 декабря 1504 — 22 января 1558), сын предыдущего                                                                                                   | 1535—1558                                      |
| IV                                             | Хуан Эстебан Манрике де Лара Акунья-и-Мануэль (10 апреля 1533 — 5 июня 1600), сын предыдущего                                                                                                | 1558—1600                                      |
| V                                              | Луиза Манрике де Лара-и-Хирон (8 января 1558 — 1627), дочь предыдущего, супруга Бернардино де Карденаса и Португаля (1553—1601)                                                              | 1600—1627                                      |
| VI                                             | Хорхе де Карденас-и-Манрике де Лара (23 апреля 1584 — 30 октября 1644), старший сын предыдущей                                                                                               | 1627—1644                                      |
| VII                                            | Хайме Мануэль де Карденас-и-Манрике де Лара (1586 — 24 июля 1652), младший брат предыдущего                                                                                                  | 1644—1652                                      |
| VIII                                           | Франсиско Мария де Монсеррат Мануэль де Карденас Манрике де Лара (ум. 30 апреля 1656), сын предыдущего                                                                                       | 1652—1656                                      |
| IX                                             | Тереза Антония Уртадо де Мендоса-и-Манрике де Карденас (ок. 1590 — 17 февраля 1657), племянница предыдущего                                                                                  | 1656—1657                                      |
| X                                              | Антонио де Веласко Манрике де Мендоса Акунья-и-Техада (ок. 1630 — 20 сентября 1676), племянник предыдущей                                                                                    | 1657—1676                                      |
| XI                                             | Франсиско Мигель Манрике де Мендоса Веласко Анунья-и-Техада (5 ноября 1675 — 11 июля 1678), сын предыдущего                                                                                  | 1676—1678                                      |
| XII                                            | Николаса Манрике де Мендоса Веласко Акунья-и-Мануэль (26 февраля 1672 — 1710), старшая сестра предыдущего                                                                                    | 1678—1710                                      |
| XIII                                           | Анна Мануэла Синфороса Манрике де Гевара-и-Веласко (28 июля 1692 — 1731), единственная дочь предыдущей                                                                                       | 1710—1731                                      |
| XIV                                            | Хоакин Каэтано Понсе де Леон-и-Кабрера (ум. 1743), сын Хоакина Понсе де Леона, 7-го герцога де Аркос (ум. 1729)                                                                              | 1731—1743                                      |
| XV                                             | Мануэль Понсе де Леон (5 мая 1720 — 1744), младший брат предыдущего | 1743—1744                                      |
| XVI                                            | Франсиско Понсе де Леон-и-Кабрера (ум. декабрь 1763), младший брат предыдущего | 1744—1763                                      |
| XVII                                           | Антонио Понсе де Леон (1726 — 13 декабря 1780), брат предыдущего | 1763—1780                                      |
| XVIII                                          | Мария Исидра де ла Крус де ла Серда-и-Манрике де Лара (22 марта 1742 — 7 декабря 1811), жена Диего Вентуры де Гусмана и Фернандеса де Кордовы (1738—1805), 17-го маркиза де Агилар-де-Кампоо | 1780—1811                                      |
| XIX                                            | Диего Исидро де Гусман и де ла Серда (2 июня 1776 — 12 декабря 1849), сын предыдущей | 1811—1849                                      |
| XX                                             | Карлос Луис де Гусман-и-ла Серда (1801—1880), четвертый сын предыдущего от первого брака | 1849—1880                                      |
| XXI                                            | Хосе Рейнальдо де Гусман-и-ла Серда (1809—1891), младший брат предыдущего | 1880—1891                                      |
| XXII                                           | Хуан Баутиста де Гусман-и-Кабальеро (1816—1895), старший сын 19-го герцога де Нахера от второго брака                                                                                        | 1891—1895                                      |
| XXIII                                          | Мария дель Пилар де Гусман-и-ла Серда (4 июня 1811 — 4 апреля 1901), единокровная сестра предыдущего, младшая дочь 19-го герцога де Нахера от первого брака                                  | 1895—1901                                      |
| XXIV                                           | Хуан де Сабала-и-Гусман (15 августа 1844 — 1910), сын предыдущей | 1901—1910                                      |
| XXV                                            | Луис де Сабала-и-Гусман (12 сентября 1853 — 1913), младший брат предыдущего | 1910—1913                                      |
| XXVI                                           | Мария дель Пилар де Сабала-и-Гусман (7 октября 1841 — 11 февраля 1915), старшая сестра предыдущего                                                                                           | 1913—1915                                      |
| XXVII                                          | Мария дель Пилар Гарсия-Санчо-и-Сабала (21 июня 1864 — 17 октября 1916), дочь предыдущей | 1915—1916                                      |
| XXVIII                                         | Хуан Баутиста де Травеседо-и-Гарсия-Санчо (25 января 1890 — 1965), сын предыдущей | 1916—1965                                      |
| XXIX                                           | Хуан де Травеседо-и-Мартинес де ла Ривас (1922 — 12 февраля 1996), сын предыдущего | 1968—1996                                      |
| XXX                                            | Хуан де Травеседо-и-Колон де Карвахаль (23 июля 1949 — 2003), племянник предыдущего | 2000—2003                                      |

Хуан де Травеседо-и-Колон де Карвахаль, 30-й герцог де Нахеда, передал ряд титулов своим детям:
- Игнасио Травеседо-и-Хулия, граф де Тревиньо
- Камило Травеседо-и-Хулия, граф де Кампо-Реаль и граф де Оньяте
- Хайме Травеседо-и-Хулия, граф де Консуэгра и граф де Паредес-де-Нава
- Анна Травеседо-и-Хулия, маркиза де Кинтана-дель-Марко
- Альваро Травеседо-и-Хулия, граф де Кастаньеда
- Гонсало Травеседо-и-Хулия, граф де Кастронуэво.

## История герцогов де Нахера
- Педро Манрике де Лара и Сандоваль (1443—1515), 1-й герцог де Нахера (1482—1515), 2-й граф де Тревиньо. Ему наследовал его сын:
- Антонио Манрике де Лара и Кастро (1466—1535), 2-й герцог де Нахера (1515—1535), вице-король Наварры. Ему наследовал его сын:
- Хуан Эстебан Манрике де Лара и Кардона (1504—1558), 3-й герцог де Нахера (1535—1558). Был женат на Луизе де Акунья и Мануэль, 5-й графине де Валенсия-де-Дон-Хуан. Ему наследовал его сын:
- Педро Манрике де Лара и Акунья (1533—1600), 4-й герцог де Нахера (1558—1600), вице-король Валенсии. Ему наследовала его дочь:
- Луиза Манрике де Лара (1558—1627), 5-я герцогиня де Нахера (1600—1627). Ей наследовал её старший сын:
- Хорхе Карденас и Манрике де Лара (1584—1644), 6-й герцог де Нахера (1627—1644). Ему наследовал его младший брат:
- Хайме Мануэль Манрике де Карденас (1586—1652), 7-й герцог де Нахера (1644—1652), 1-й маркиз де Бельмонте, 5-й герцог де Македа, 10-й граф де Валенсия-де-Дон-Хуан, 7-й маркиз де Эльче, 9-й граф де Тревиньо. Был женат на Инес Марии Арельяно, дочери Филиппа Рамирес де Арельяно, 7-го графа де Агилар-Инестрильяс[исп.]. Ему наследовал его единственный сын:
- Франсиско Мария де Монтсеррат Манрике де Карденас и Лара (ум. 1656), 8-й герцог де Нахера (1652—1656), 2-й маркиз де Бельмонте, 6-й герцог де Македа, 7-й маркиз де Эльче, 10-й граф де Тревиньо, 11-й граф де Валенсия-де-Дон-Хуан. Бездетен. Ему наследовала его племянница, дочь его сестры Марии дель Кармен Манрике де Карденас и Хуана Андреса Уртадо де Мендосы
- Тереза Антония Уртадо де Мендоса и Манрике де Карденас (1615—1657), 9-я герцогиня де Нахера (1656—1657), 3-я маркиза де Бельмонте, 7-я герцогиня де Македа, 8-я маркиза де Эльче, 7-я маркиза де Каньете, 11-я графиня де Тревиньо, 12-я графиня де-Валенсия-де-Дон-Хуан. 1-й муж — Фернан де Фаро, граф ду Вимейру[порт.] (бездетный брак); 2-й муж — Хуан Антонио Торрес-Португаль и Манрике, 2-й граф де Вильярдомпардо[исп.] (бездетный брак); 3-й муж — Хуан де Борха-и-Арагон, сын Карлоса де Арагона и Борха, 2-го графа де Фикальо, и Марии-Луизы Гурреа и Арагон, 7-й герцогини де Вильяэрмоса (бездетный брак). Ей наследовал её племянник, сын её сестры Николасы Мендосы Манрике де Лара и Алонсо Фернандеса де Веласко, 3-го графа де ла Ревилья[исп.].
- Антонио Веласко Манрике де Мендоса Акунья и Техада (1675—1676), 10-й герцог де Нахера (1657—1676), 12-й граф де Валенсия-де-Дон-Хуан, 4-й маркиз де Бельмонте, 8-й маркиз де Каньете, 4-й граф де ла Ревилья[исп.], 12-й граф де Тревиньо. 1-я жена — Изабель Карбахоса, дочь Мануэля Карбахосы, 3-го маркиза де Ходара; 2-я жена — Мария Микаэла де Техада Мендоса и Борха. Ему наследовал его сын:
- Франсиско Мигель Манрике де Мендоса Веласко Акунья и Техада (1675—1678), 11-й герцог де Нахера (1676—1678), 5-й маркиз де Бельмонте, 9-й маркиз де Каньете, 14-й граф де Валенсия-де-Дон-Хуан, 5-й граф де ла Ревилья, 13-й граф де Тревиньо. Ему наследовал его сестра:
- Николаса Манрике де Мендоса Веласко и Мануэль Акунья (1672—1710), 12-я герцогиня де Нахера (1678—1710), 10-я маркиза де Каньете, 14-я графиня де Тревиньо, 7-я маркиза де Бельмонте, 15-я графиня де Валенсия-де-Дон-Хуан. Муж — Бельтран Велес де Гевара, сын графа де Оньяте. Ей наследовал её дочь:
- Анна Мануэла Синфороса Манрике де Гевара и Веласко (1691—1731), 13-я герцогиня де Нахера (1710—1731), 8-я маркиза де Бельмонте, 11-я маркиза де Каньете, 15-я графиня де Тревиньо, 7-я графиня де ла Ревилья[исп.], 16-я графиня де Валенсия-де-Дон-Хуан. 1-й муж — Педро де Суньига; 2-й муж — Хосе де Москосо Осорио; 3-й муж — Гаспар Портокарреро, 6-й граф де Пальма-дель-Рио, 6-й маркиз де Альменара. Ей наследовал её сын:
- Хоакин Мария Портокарреро и Манрике де Гевара (1728—1731), 14-й герцог де Нахера (1731), 17-й граф де Валенсия-де-Дон-Хуан, 8-й граф де ла Ревилья, 7-й граф де Пальма-дель-Рио, 16-й граф де Тревиньо, 7-й маркиз де Альменара, 12-й маркиз де Каньете. Бездетен.
- Хоакин Каэтано Понсе де Леон и Кабрера (ум. 1743), 14-й герцог де Нахера, 9-й маркиз де Бельмонте
- Мануэль Понсе де Леон (ум. 1744), 15-й герцог де Нахера
- Франсиско Понсе де Леон и Кабрера (ум. 1763), 16-й герцог де Нахера
- Антонио Понсе де Леон (1726—1780), 17-й герцог де Нахера (1763—1780). Был женат с 1778 года на Марианне де Сильва-Сармьенто (1739—1784)
- Мария Исидро де ла Крус де ла Серда и Манрике де Лара (1742—1811), 18-я герцогиня де Нахера (1780—1811). Муж — Диего Вентура де Гусмани Фернандес де Кордова, 17-й маркиз де Агилар-де-Кампоо (1738—1805). Ей наследовал её сын:
- Диего Исидро де Гусман и де ла Серда (1776—1849), 19-й герцог де Нахера (1811—1849). 1-я жена — троюродная сестра Мария дель Пилар де ла Серда и Марин Резенде (1777—1812), дочь Хосе Марии де ла Серда и Сернесио, 5-го графа де Парсента, и Марии дель Кармен Марин Резенде Франсия и Фернандес де Эредиа, 5-й графини де Бурета; 2-я жена — Мария Магдалена Текла Кабальеро и Террерос (1790—1865). От двух браков у него было 16 детей.
- Карлос Луис де Гусман и де ла Серда (1801—1880), 20-й герцог де Нахера (1849—1880), 9-й маркиз де Монтеалегре, 9-й маркиз де Кинтана-дель-Марко, 15-й граф де Оньяте, 10-й граф де Кастронуэво. Был женат на своей кузине Марии Хосефе де ла Серда и Палафокс (бездетен). Ему наследовал его брат:
- Хосе Райнери де Гусман и де ла Серда (1806—1891), 21-й герцог де Нахера (1880—1891), 7-й маркиз де Гевара, 10-й маркиз де Монтеалегре, 10-й маркиз де Кинтана-дель-Марко, 16-й граф де Оньяте, 11-й граф де Кастронуэво. Ему наследовал его младший сводный брат:
- Хуан Баутиста де Гусман и Кабальеро (1816—1895), 22-й герцог де Нахера (1891—1895), 11-й маркиз де Монтеалегре, 11-й маркиз де Кинтана-дель-Марко, 17-й граф де Оньяте, 18-й граф де Тревиньо, 12-й граф де Кастронуэво. Бездетен, ему наследовала его сводная сестра:
- Мария дель Пилар де Гусман и де ла Серда (1811—1901), 23-я герцогиня де Нахера (1895—1901), 19-я графиня де Тревиньо. Ей наследовал её сын:
- Хуан де Сабала и Гусман (1844—1910), 24-й герцог де Нахера (1901—1910). Ему наследовал его брат:
- Луис де Сабала и Гусман (1853—1913), 25-й герцог де Нахера (1910—1913). Ему наследовала его сестра:
- Мария дель Пилар де Сабала и Гусман (1841—1915), 26-я герцогиня де Нахера (1913—1915), 20-я маркиза де Агилар-де-Кампоо. Ей наследовала её дочь:
- Мария дель Пилар Гарсия-Санчо и Сабала (1864—1916), 27-я герцогиня де Нахера (1915—1916). Ей наследовал её сын:
- Хуан де Баутиста де Травеседо и Гарсия-Санчо (1890—1965), 28-й герцог де Нахера (1916—1965). Ему наследовал его сын:
- Хуан де Травеседо и Мартинес де Лас Ривас (1922—1996), 29-й герцог де Нахера (1965—1996). Ему наследовал его племянник, сын его брата Хосе Марии де Травеседо и Мартинеса де Лас Риваса:
- Хуан де Травеседо и Колон де Карвахаль (род. 1949), 30-й герцог де Нахера (с 1996 года).